# Procyclotelus sinensis
Procyclotelus sinensis är en tvåvingeart som beskrevs av Yang, Zhang och Shu Wen An 2003. Procyclotelus sinensis ingår i släktet Procyclotelus och familjen stilettflugor. Inga underarter finns listade i Catalogue of Life.